# César Meli
César Marcelo Meli (Salto, 20 giugno 1992) è un calciatore argentino, centrocampista dell'Emelec.

## Caratteristiche tecniche
Mediano, può giocare anche come interno di centrocampo o come terzino destro.

## Carriera

### Club
Nasce a Salto vicino alla capitale Buenos Aires. Inizia a giocare a calcio nella squadra del posto per poi passare al Club Atlético Jorge Griffa de Rosario. Nel 2011 viene ingaggiato dal Colón de Santa Fe debuttando nel campionato argentino all'età di 20 anni il 9 dicembre 2012 con la maglia numero 13 nel 2-2 contro l'Independiente. Nel 2012-2013 gioca in tutto 5 partite di campionato. Diventato ormai titolare del Colón con la maglia numero 8, segna il suo primo gol in carriera il 4 marzo 2014 nel pareggio per 1-1 contro il Godoy Cruz al minuto 65. In questa stagione disputa 28 incontri di campionato non riuscendo ad evitare la retrocessione. Complessivamente con la maglia rossonera mette insieme 33 partite e 1 gol in due stagioni per poi passare al Boca Juniors il 18 luglio di quell'anno in cambio di 550.000 dollari per la metà del cartellino più il prestito semestrale del giovane Cristian Pavón. Debutta con la maglia numero 17 degli xeneizes il 28 agosto nel secondo tempo della partita pareggiata per 1-1 contro l'Estudiantes. Tre giorni dopo segna il suo primo gol con la sua nuova squadra da titolare al minuto 62 nella vittoria per 3-1 contro il Vélez Sarsfield. In questa stagione gioca anche 8 partite di Coppa Sudamericana 2014, debuttando il 5 settembre nel pareggio per 1-1 contro il Rosario Central; in questa competizione i gialloblu vengono eliminati in semifinale dai rivali del River Plate.

### Sporting Lisbona
Il 30 luglio 2016 passa in prestito con clausola di acquisto allo Sporting Lisbona

## Statistiche

### Presenze e reti nei club
Statistiche aggiornate al 23 novembre 2014
| Stagione        | Squadra         | Campionato      | Campionato | Campionato | Coppe nazionali | Coppe nazionali | Coppe nazionali | Coppe continentali | Coppe continentali | Coppe continentali | Altre coppe | Altre coppe | Altre coppe | Totale | Totale |
| Stagione        | Squadra         | Comp            | Pres       | Reti       | Comp            | Pres            | Reti            | Comp               | Pres               | Reti               | Comp        | Pres        | Reti        | Pres   | Reti   |
| --------------- | --------------- | --------------- | ---------- | ---------- | --------------- | --------------- | --------------- | ------------------ | ------------------ | ------------------ | ----------- | ----------- | ----------- | ------ | ------ |
| 2012-2013       | Colón           | PD              | 5          | 0          | -               | -               | -               | -                  | -                  | -                  | -           | -           | -           | 5      | 0      |
| 2013-2014       | Colón           | PD              | 28         | 1          | -               | -               | -               | -                  | -                  | -                  | -           | -           | -           | 28     | 1      |
| Totale Colón    | Totale Colón    | Totale Colón    | 33         | 1          |                 | -               | -               |                    | -                  | -                  |             | -           | -           | 33     | 1      |
| 2014-2015       | Boca Juniors    | PD              | 18         | 3          | -               | -               | -               | CS                 | 8                  | 0                  | -           | -           | -           | 26     | 3      |
| Totale carriera | Totale carriera | Totale carriera | 51         | 4          |                 | -               | -               |                    | 8                  | 0                  |             | -           | -           | 59     | 4      |

## Palmarès

### Club

#### Competizioni nazionali
- Campionato argentino: 1

Boca Juniors: 2015